# Маса Юпітера
Маса Юпітера — позасистемна одиниця маси, що дорівнює загальній масі планети Юпітер. Ця величина може означати як масу планети окремо, так і масу всієї системи Юпітера, включаючи його супутники. Юпітер є наймасивнішою планетою в Сонячній системі. Він приблизно в 2,5 рази масивніший за всі інші разом узяті планети Сонячної системи.
Маса Юпітера є одиницею маси в астрономії, яка застосовуються для позначення маси інших подібних об'єктів, зокрема зовнішніх планет і екзопланет. Вона також застосовується для опису мас коричневих карликів, оскільки надає зручну шкалу для порівняння. 

## Поточні оцінки
Широко відоме поточне значення маси Юпітера — 1898130 йотаграм : 
{\displaystyle M_{J}=(1.89813\;\pm \;0.00019)\times 10^{27}\;\mathrm {kg} },
Ця маса становить близько 0,1% M☉. Якщо точніше: 
{\displaystyle M_{J}={\frac {1}{1047.348644\;\pm \;0.000017}}\;M_{Sun}}
або 
{\displaystyle M_{J}=954.7919(15)\times 10^{-6}\;M_{Sun}}.
Юпітер приблизно в 318 разів масивніший Землі: 
{\displaystyle M_{J}=317.82838\;M_{\oplus }}.

## Відносна маса
| Об'єкт      | M / M об'єкт      | М- об'єкт / М        | Дж.            |
| ----------- | ----------------- | -------------------- | -------------- |
| Сонце       | 954.7919(15)×10−6 | 1047.348644±0.000017 | [ 3 ]          |
| Земля       | 317.82838         | 0.0031463520         | [ 4 ]          |
| Юпітер      | 1                 | 1                    | за визначенням |
| Сатурн      | 3.3397683         | 0.29942197           | [ note 1 ]     |
| Уран        | 21.867552         | 0.045729856          | [ note 1 ]     |
| Нептун      | 18.53467          | 0.05395295           | [ note 1 ]     |
| Gliese 229B |                   | 21–52.4              |                |
| 51 Пегаса b |                   | 0.472±0.039          |                |